# Pat Badger
Pat Badger (Patrick John Badger, 22 de julio de 1967 en Boston, Massachusetts) es el bajista de la agrupación estadounidense Extreme. También es músico en los proyectos Daemon, In The Pink, Super Trans Atlantic y Tribe of Judah.
Cantó los coros en el álbum de Dweezil Zappa Confessions y en el álbum de Danger Danger Screw It!, junto a sus compañeros en Extreme Gary Cherone y Nuno Bettencourt. También hizo los coros en la versión en vivo de la canción de Van Halen "When It's Love", en el álbum de Sammy Hagar Live: Hallelujah, en el cual Cherone compartió la voz con Hagar en algunas canciones.
En 2014 publicó su primer álbum en solitario, titulado Time Will Tell.